# Charles Currey
Charles Norman Currey (26 febbraio 1916 – 10 maggio 2010) è stato un velista britannico.

## Palmarès
- Giochi olimpici

Helsinki 1952: argento nel Finn.